# Ik doe wat ik doe
Ik doe wat ik doe is een nummer uit 1973 van Astrid Nijgh. De tekst van het nummer werd geschreven door haar toenmalige echtgenoot Lennaert Nijgh en is een naar waarheid opgetekend verhaal van een prostituee.

## Ontstaan
Astrid Nijgh schreef zelf de muziek, aan boord van hun schip 'De Jonge Jacob'. Het werd in opdracht van televisieregisseur Rob Touber geschreven en aanvankelijk uitgevoerd door Jenny Arean. Die uitvoering was eenmalig, en na de scheiding van Astrid en Lennaert besloot Astrid Nijgh het nummer zelf op te nemen. Mede door haar zware stem (een contra-alt) en de openheid over prostitutie deed het nummer nogal wat stof opwaaien. De single werd aanvankelijk niet gedraaid, maar Ted Bouwens van Radio Noordzee tipte hem. Hij werd ervoor op het matje geroepen, maar bleef standvastig. Het nummer bleef in de tipparade en werd terstond een hit. De single bereikte de zesde positie in de Nederlandse top veertig.
Astrid Nijgh werd er in één klap beroemd mee in Nederland. 
In 1975 nam Astrid Nijgh een Duitse versie van het nummer op, getiteld Ich tu', was Ich tu'. In Duitsland werd het nummer echter geen succes. Na een optreden in een televisieshow werd ze naar huis gestuurd met de mededeling dat Duitsland voor een dergelijk nummer nog absoluut niet klaar was. Daarop werd de single teruggetrokken uit de verkoop.

## Vervolg
Ik doe wat ik doe bleef lang bekend. Het lied stond tot 2012 jaarlijks genoteerd in de Top 2000 en in de laatste week van 2007 werd in het daaraan gekoppelde NPS-televisieprogramma Top 2000 à gogo een speciale reportage over het nummer uitgezonden.
In 2009 werd het nummer gebruikt in aflevering 2 van de televisieserie 't Vrije Schaep. Hier werd het nummer gezongen door Annet Malherbe, ook daadwerkelijk in de rol van prostituee.
Het werd ook in 1974 geparodieerd door De Strangers als "Ge doe wat ge doe". Ook André van Duin maakte er dat jaar een parodie op: Ik doe wat ik doe en ik doe het zelf (over een doe-het-zelf-klusser).

## Trivia
Toen Ik doe wat ik doe uitkwam, in 1973, werd het aan de jongeren in het Zeepreventorium gepresenteerd. Er werd destijds geen gewag gemaakt dat kinderen zoiets niet mochten horen.

## Hitnotering

### NederlandseTop 40
| Hitnotering: week 48/1973 t/m week 7/1974 | Hitnotering: week 48/1973 t/m week 7/1974 | Hitnotering: week 48/1973 t/m week 7/1974 | Hitnotering: week 48/1973 t/m week 7/1974 | Hitnotering: week 48/1973 t/m week 7/1974 | Hitnotering: week 48/1973 t/m week 7/1974 | Hitnotering: week 48/1973 t/m week 7/1974 | Hitnotering: week 48/1973 t/m week 7/1974 | Hitnotering: week 48/1973 t/m week 7/1974 | Hitnotering: week 48/1973 t/m week 7/1974 | Hitnotering: week 48/1973 t/m week 7/1974 | Hitnotering: week 48/1973 t/m week 7/1974 | Hitnotering: week 48/1973 t/m week 7/1974 | Hitnotering: week 48/1973 t/m week 7/1974 |
| Week                                      | 1                                         | 2                                         | 3                                         | 4                                         | 5                                         | 6                                         | 7                                         | 8                                         | 9                                         | 10                                        | 11                                        | 12                                        |                                           |
| ----------------------------------------- | ----------------------------------------- | ----------------------------------------- | ----------------------------------------- | ----------------------------------------- | ----------------------------------------- | ----------------------------------------- | ----------------------------------------- | ----------------------------------------- | ----------------------------------------- | ----------------------------------------- | ----------------------------------------- | ----------------------------------------- | ----------------------------------------- |
| Nummer                                    | 33                                        | 17                                        | 11                                        | 6                                         | 6                                         | 7                                         | 6                                         | 8                                         | 15                                        | 21                                        | 35                                        | 38                                        | uit                                       |

### NederlandseSingle Top 100
| Hitnotering: 1-12-1973 t/m 8-2-1974 | Hitnotering: 1-12-1973 t/m 8-2-1974 | Hitnotering: 1-12-1973 t/m 8-2-1974 | Hitnotering: 1-12-1973 t/m 8-2-1974 | Hitnotering: 1-12-1973 t/m 8-2-1974 | Hitnotering: 1-12-1973 t/m 8-2-1974 | Hitnotering: 1-12-1973 t/m 8-2-1974 | Hitnotering: 1-12-1973 t/m 8-2-1974 | Hitnotering: 1-12-1973 t/m 8-2-1974 | Hitnotering: 1-12-1973 t/m 8-2-1974 | Hitnotering: 1-12-1973 t/m 8-2-1974 |
| Week                                | 1                                   | 2                                   | 3                                   | 4                                   | 5                                   | 6                                   | 7                                   | 8                                   | 9                                   |                                     |
| ----------------------------------- | ----------------------------------- | ----------------------------------- | ----------------------------------- | ----------------------------------- | ----------------------------------- | ----------------------------------- | ----------------------------------- | ----------------------------------- | ----------------------------------- | ----------------------------------- |
| Nummer                              | 17                                  | 15                                  | 10                                  | 6                                   | 7                                   | 9                                   | 10                                  | 15                                  | 2                                   | uit                                 |

### BRT Top 30
| Hitnotering: 26-1-1974 t/m 1-2-1974 | Hitnotering: 26-1-1974 t/m 1-2-1974 | Hitnotering: 26-1-1974 t/m 1-2-1974 |
| Week:                               | 1                                   | uit                                 |
| ----------------------------------- | ----------------------------------- | ----------------------------------- |
| Positie:                            | 24                                  | uit                                 |

### Evergreen Top 1000
| Evergreen Top 1000 "Ik Doe Wat Ik Doe" | Evergreen Top 1000 "Ik Doe Wat Ik Doe" | Evergreen Top 1000 "Ik Doe Wat Ik Doe" | Evergreen Top 1000 "Ik Doe Wat Ik Doe" | Evergreen Top 1000 "Ik Doe Wat Ik Doe" | Evergreen Top 1000 "Ik Doe Wat Ik Doe" | Evergreen Top 1000 "Ik Doe Wat Ik Doe" | Evergreen Top 1000 "Ik Doe Wat Ik Doe" | Evergreen Top 1000 "Ik Doe Wat Ik Doe" | Evergreen Top 1000 "Ik Doe Wat Ik Doe" | Evergreen Top 1000 "Ik Doe Wat Ik Doe" |
| Jaar                                   | 2008                                   | 2009                                   | 2010                                   | 2011                                   | 2012                                   | 2013                                   | 2014                                   | 2015                                   | 2016                                   | 2017                                   |
| -------------------------------------- | -------------------------------------- | -------------------------------------- | -------------------------------------- | -------------------------------------- | -------------------------------------- | -------------------------------------- | -------------------------------------- | -------------------------------------- | -------------------------------------- | -------------------------------------- |
| Positie                                | -                                      | 463                                    | 296                                    | 298                                    | 210                                    | 910                                    | 976                                    | 929                                    | 758                                    | -                                      |

### NPO Radio 2 Top 2000
| Nummer met noteringen in de NPO Radio 2 Top 2000 | '99 | '00 | '01 | '02 | '03 | '04  | '05  | '06  | '07  | '08  | '09  | '10  | '11  |
| ------------------------------------------------ | --- | --- | --- | --- | --- | ---- | ---- | ---- | ---- | ---- | ---- | ---- | ---- |
| Ik doe wat ik doe                                | 862 | 702 | 975 | 875 | 969 | 1094 | 1009 | 1425 | 1549 | 1215 | 1932 | 1945 | 1909 |

1. ↑  Een vetgedrukt getal geeft de hoogste notering aan.
2. ↑  Deze tabel is bijgewerkt tot en met de laatste editie (2024).

Alles wat ademt · Avond · De nachtwacht · Élégie prénatale · Het Land van Maas en Waal · Ik doe wat ik doe · Jan Klaassen de trompetter · Liefde van later · Malle Babbe · Prikkebeen · Pastorale · Strand · Testament · Verdronken vlinder · Welterusten, meneer de president